# 김승남 (평택시의원)
김승남(金陞男, 1952년 5월 25일 ~ )은 대한민국의 제5·8대 경기도 평택시의원이다.

## 학력
- 송북국민학교 졸업
- 건국대학교 법경대학 무역학과 졸업

## 경력
- 삼성그룹(제일합섬) 근무
- 일본 HITACHI 가전 한국지사장 역임
- 대한민국 ROTC 송탄지회 회장
- 한나라당 경기도당 평택 갑 지구 상무위원·지방자치위원
- 2006.07 ~ 2010.06 제5대 경기도 평택시의회 의원
- 2006.07 ~ 2008.07 제5대 경기도 평택시의회 전반기 산업건설위원 간사
- 더불어민주당 경기도당 평택시 갑 지역위원회 부위원장
- 2018.07 ~ 2020.02 제8대 경기도 평택시의회 의원
- 2018.07 ~ 2020.02 제8대 경기도 평택시의회 전반기 산업건설위원회 위원
- 2018.11 ~ 2018.11 제8대 경기도 평택시의회 산업건설위원회 행정사무감사 위원
- 2019.11 ~ 2019.11 제8대 경기도 평택시의회 산업건설위원회 행정사무감사 위원

## 공직선거법 위반
더불어민주당 김승남 의원은 2018년 제7회 전국동시지방선거 당시 평택시장 경선 과정에서 더불어민주당 예비후보로 나온 A씨에 대한 허위사실유포죄로 기소되었다. 2020년 2월 13일 대법원에서 당선무효형인 벌금 200만원형이 확정되었다. 이로써 의원직을 상실하였다.

## 역대 선거 결과
|  | 25.05% |

|  | 8.96% |

|  | 10.23% |

|  | 29.93% |